# Olympische Winterspiele 1994/Teilnehmer (Dänemark)
| Gelbes Symbol für Goldmedaillen mit stilisierten Olympischen Ringen | Graues Symbol für Silbermedaillen mit stilisierten Olympischen Ringen | Braundes Symbol für Bronzemedaillen mit stilisierten Olympischen Ringen |
| ------------------------------------------------------------------- | --------------------------------------------------------------------- | ----------------------------------------------------------------------- |
| —                                                                   | —                                                                     | —                                                                       |

Dänemark nahm an den Olympischen Winterspielen 1994 im norwegischen Lillehammer mit vier männlichen Athleten, die in drei Disziplinen antraten, teil.
Es war die achte Teilnahme Dämnemarks an Olympischen Winterspielen. Medaillen konnten in Lillehammer keine gewonnen werden.

## Flaggenträger
Der Eiskunstläufer Michael Tyllesen trug den Dannebrog, die Flagge Dänemarks, während der Eröffnungsfeier im Skisprungstadion.

## Übersicht der Teilnehmer

### Eiskunstlauf
| Athleten         | Wettbewerbe | Pflichttanz 1 | Pflichttanz 1 | Pflichttanz 2 | Pflichttanz 2 | Originaltanz | Originaltanz | Kurzprogramm | Kurzprogramm | Kür/Kürtanz | Kür/Kürtanz | Gesamt    | Gesamt |
| Athleten         | Wettbewerbe | Bewertung     | Rang          | Bewertung     | Rang          | Bewertung    | Rang         | Bewertung    | Rang         | Bewertung   | Rang        | Bewertung | Rang   |
| ---------------- | ----------- | ------------- | ------------- | ------------- | ------------- | ------------ | ------------ | ------------ | ------------ | ----------- | ----------- | --------- | ------ |
| Männer           |             |               |               |               |               |              |              |              |              |             |             |           |        |
| Michael Tyllesen | Einzel      | —             | —             | —             | —             | —            | —            | 6,5          | 13           | 12,0        | 12          | 18,5      | 13     |

### Ski Alpin
| Athleten         | Wettbewerbe  | 1. Lauf     | 1. Lauf | 2. Lauf | 2. Lauf | Gesamt | Gesamt |
| Athleten         | Wettbewerbe  | Zeit        | Rang    | Zeit    | Rang    | Zeit   | Rang   |
| ---------------- | ------------ | ----------- | ------- | ------- | ------- | ------ | ------ |
| Männer           |              |             |         |         |         |        |        |
| Johnny Albertsen | Riesenslalom | 1:37,35 min | 42      | DNF     | DNF     | DNF    | DNF    |

### Skilanglauf
| Athleten       | Wettbewerbe      | Zeit        | Rang |
| -------------- | ---------------- | ----------- | ---- |
| Männer         |                  |             |      |
| Michael Binzer | 10 km klassisch  | 27:43,5 min | 66   |
| Michael Binzer | 15 km Verfolgung | 42:57,1 min | 50   |
| Michael Binzer | 30 km Freistil   | 1:22:23,1 h | 47   |
| Ebbe Hartz     | 10 km klassisch  | 27:36,0 min | 64   |
| Ebbe Hartz     | 15 km Verfolgung | 44:32,8 min | 61   |
| Ebbe Hartz     | 30 km Freistil   | 1:27:43,2 h | 66   |
| Ebbe Hartz     | 50 km klassisch  | 2:25:58,5 h | 57   |